# Vierge de fer

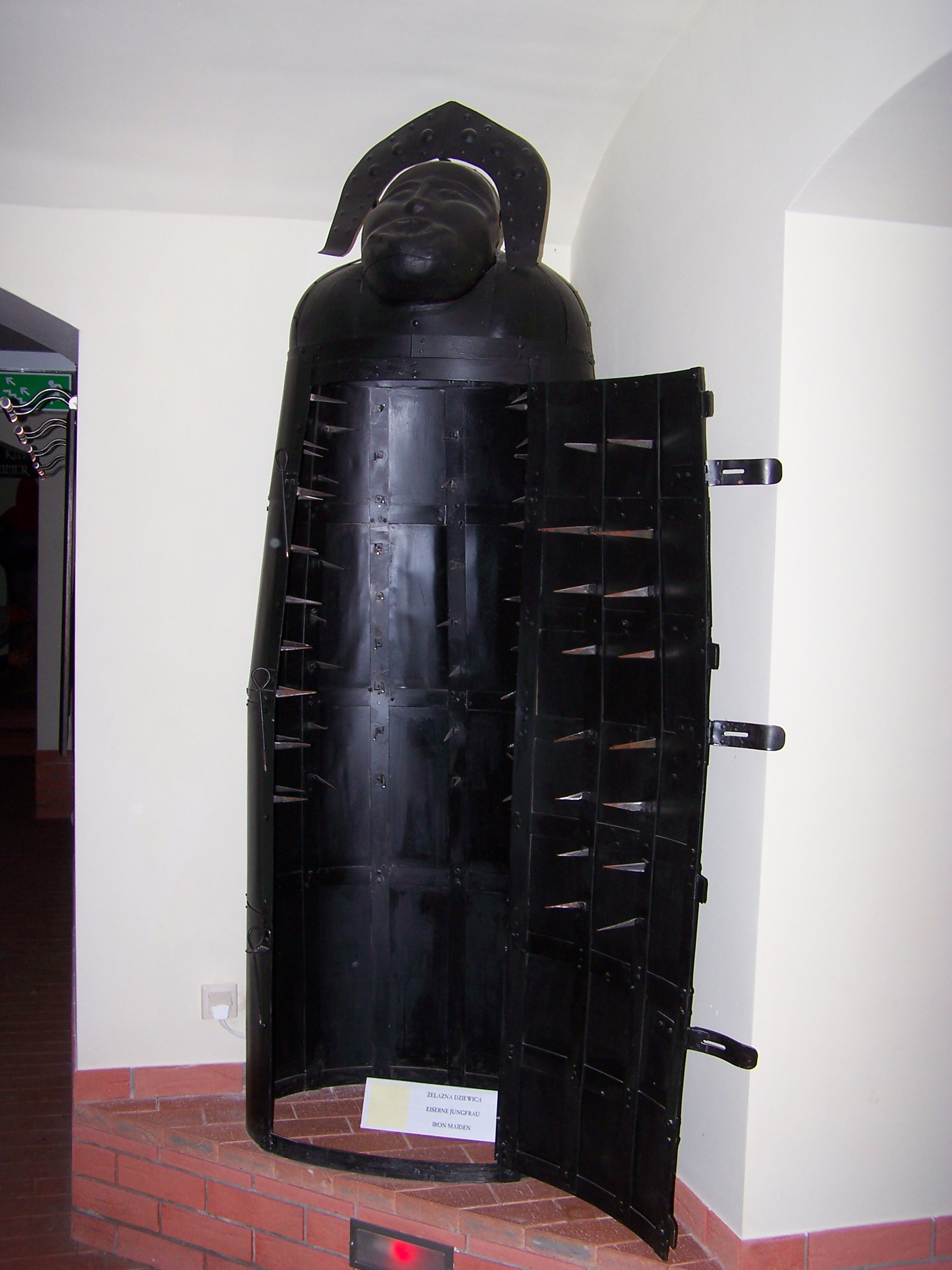
Vierge de fer du musée de la torture de Zielona Góra, en Pologne.

Une vierge de fer, également appelée vierge de Nuremberg, est un instrument de torture ayant la forme d'un sarcophage en fer ou en bois, garni en plusieurs endroits de longues pointes métalliques qui transpercent lentement la victime placée à l'intérieur lorsque son couvercle se referme.
Son existence en tant que réel instrument de torture historique est toutefois très sujette à caution :

« Quelques instruments, d'un raffinement extravagant, comme la fameuse “vierge de Nuremberg”, ne semblent avoir jamais existé que dans l'imagination des peintres ou dans les baraques de la foire, où on les exhibe encore pour entretenir la haine de l'Ancien Régime. »

— Remy de Gourmont, Promenades littéraires

## Principes similaires durant l’Antiquité
On trouve dans l'Antiquité des méthodes de torture analogues :
Si l'on en croit saint Augustin, le consul romain Marcus Atilius Regulus aurait été supplicié à Carthage en -250 à l'aide d'un appareil ayant le même principe que la vierge de fer :

« Les Carthaginois l'ayant enfermé dans une machine de bois fort étroite, où il était obligé de se tenir debout, et dont ils avaient hérissé l'intérieur de pointes déchirantes, de sorte qu'il ne pouvait se pencher d'aucun côté sans souffrir de cruelles douleurs. Ils le tuèrent ainsi en le privant de tout sommeil. »

— Saint Augustin, La Cité de Dieu
Nabis, dernier tyran de Sparte (de -205 à -192), connu pour sa cruauté, aurait fait construire une statue de ce genre qu'il appelait « La reine Apega », du nom de son épouse, à qui il livrait les citoyens réticents à payer leurs impôts.

## Attributions contemporaines douteuses à des époques antérieures
On ne trouve aucune trace d'un tel instrument de torture dans les documents antérieurs à la fin du XVIIIe siècle.
Il existe par contre beaucoup de récits postérieurs, basés sur des on-dit ou des légendes, qui relatent la présence de tels mécanismes :

« La tradition rapporte qu'avant Henri II, il existait dans les souterrains du Château de Pau une statue nommée la vierge de fer, horrible machine dont les bras armés de poignards et ramenés violemment sur son sein, perçaient de mille coups le malheureux qu'on lui livrait. On ajoute que Marguerite de Navarre, indignée de cette cruauté, obtint de son époux la destruction de la vierge de fer, dont le souvenir vit encore comme un épouvantail dans la mémoire des habitants. »

— Antoine Jean-Baptiste d'Aigueperse, Œuvres archéologiques et littéraires
L'emploi par la comtesse Élisabeth Báthory (1560-1614) d'une vierge de fer pour saigner ses victimes afin de prendre des bains dans leur sang, est une fabulation contemporaine inspirée par le roman noir de l'écrivaine surréaliste Valentine Penrose, Erzsébeth Bathory : la comtesse sanglante (1962). L'existence d'un tel instrument de torture n'est mentionnée nulle part dans les archives relatives à la comtesse. En outre, s'agissant des bains de sang, « cette accusation est absente des procès-verbaux et des correspondances » et n'est soutenue par aucune preuve, ni aucun témoin lors de son procès,.
Sans plus de preuves, la présence de vierges de fer dans de nombreux châteaux et prisons d'Europe a été avancée par des auteurs du XIXe siècle : 

« En Angleterre, on se servait, à la tour de Londres, d'un instrument de torture appelé : la fille du balayeur (the scavenger's daughter) »

— F. Nork, Les mœurs et usages des Allemands et des peuples voisins

« Anciennement, il y avait en divers endroits, dans les prisons, un instrument pour les exécutions secrètes, qui avait la forme d'une femme. Être exécuté à l'aide de cet instrument, s'appelle « baiser la Vierge ». »

« …on trouvait encore d'autres appareils semblables à Vienne, Salzbourg, Prague, Breslau, Dresde, Berlin, Wittenberg, Schwerin, Cologne, Mayence, Francfort, ainsi qu'en diverses villes des pays rhénans »

— Georges Verdène, La torture, les supplices et les peines corporelles et afflictives dans la justice allemande

## Origine du mythe
Les historiens ont établi que le mythe avait été créé en 1793 par le philosophe allemand Johann Philipp Siebenkees (1759-1796) à partir d'une prétendue mention figurant dans une chronique de Nuremberg datée du XVIe siècle, stipulant l'érection dans cette ville d'une vierge de fer (eiserne Jungfrau) qui déchirait les mécréants avec de petites épées, les morceaux de chair étant ensuite donnés en pâture aux poissons. Siebenkees s'est probablement inspiré des manteaux de la honte (Schandmantel) médiévaux, parfois appelés « vierges », qui étaient faits de bois parfois doublé d'étain, mais ne contenaient pas de pointes. Il s'agissait d'un moyen de punition, courant à partir du XIIIe siècle, comparable dans ses effets au pilori. La version anglaise, plus tardive, de cet instrument était la cape d'ivrogne (Drunkards Cloak), également appelé manteau espagnol, constitué par un tonneau percé de trous qui servait à punir les ivrognes au XVIIIe siècle.

Manteaux de la honte (Schandmantel) et Capes d'ivrognes (Drunkards Cloak)
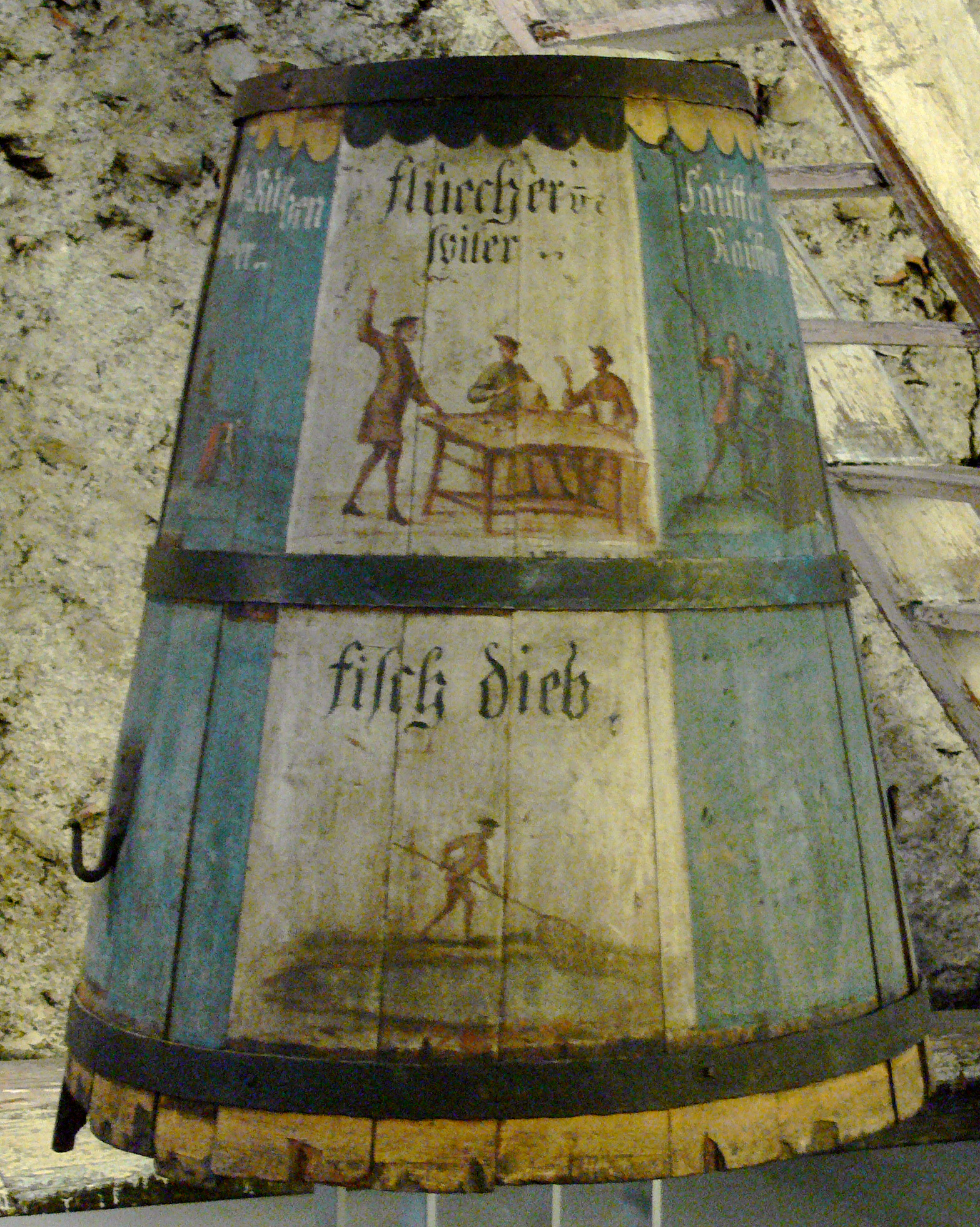
Schandmantel exposé à Ravensbourg
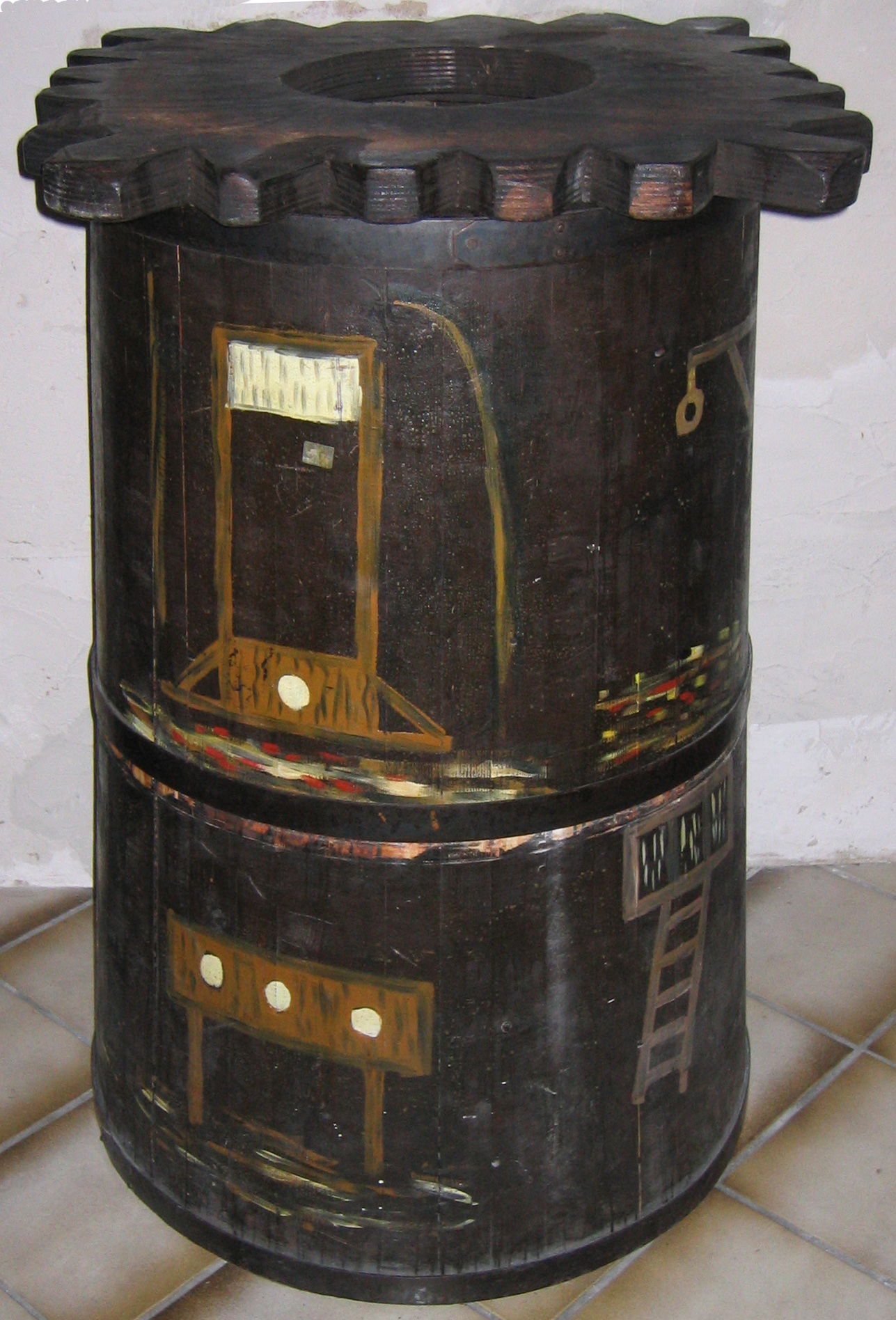
Schandmantel exposé au Foltermuseum de Fribourg-en-Brisgau
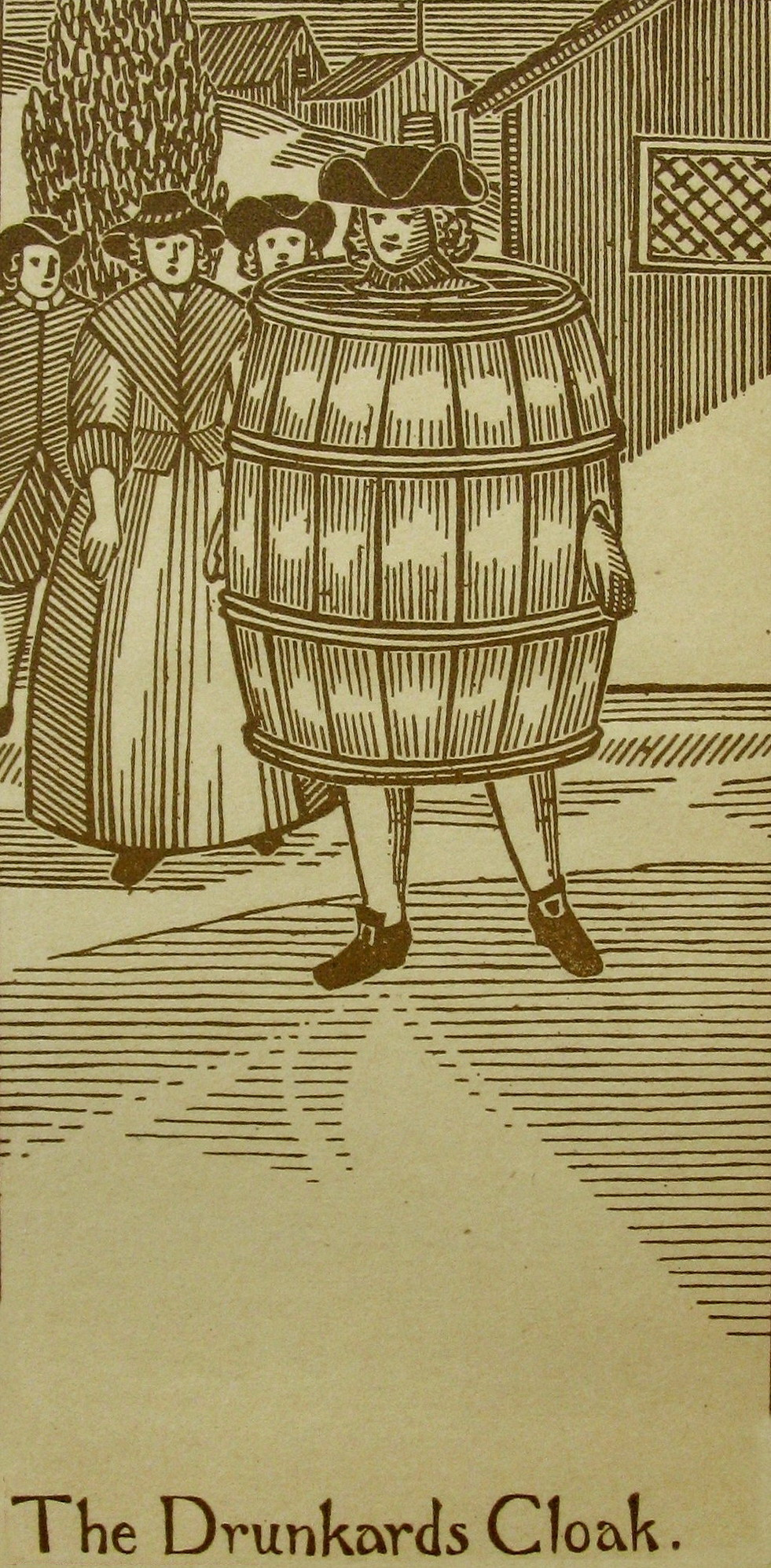
Cape d'ivrogne - Gravure de 1896
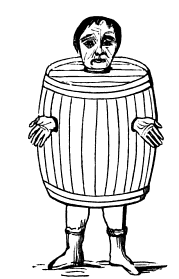
Cape d'ivrogne - Gravure de 1842

## À partir duXIXesiècle

### La vierge de Nuremberg

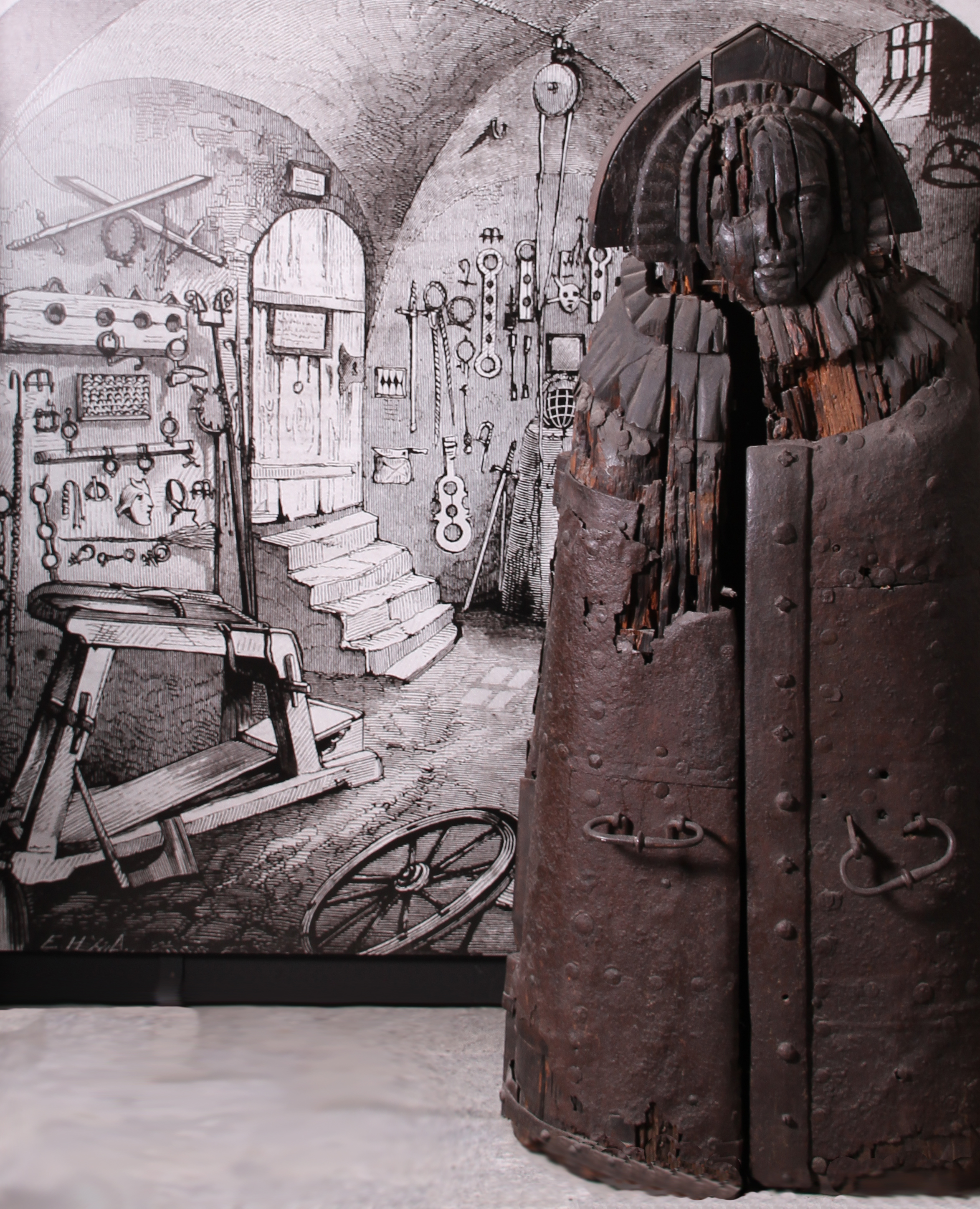
Copie de la vierge de Nuremberg originale, conservée à Rothenburg ob der Tauber

Le dispositif le plus célèbre est la vierge de fer de Nuremberg. On n'en trouve pas de trace avant 1802, elle a donc été fabriquée au XIXe siècle sur la base de la légende créée par Siebenkees et se présentait ainsi :

« …une machine en fer de sept pieds de haut représentant une femme costumée comme l'étaient les bourgeoises de Nuremberg au XVIe siècle. L'ensemble se composait de barres et de cercles en fer recouverts d'une feuille de tôle peinte. On ouvrait la machine sur le devant au moyen de deux battants ou volets roulants sur des gonds placés aux deux côtés. À l'intérieur de ces battants et dans le creux de la tête dont la partie intérieure attenait au volet gauche étaient des pointes très aiguës ou poignards quadrangulaires. Il y en avait treize à hauteur du sein droit, huit de l'autre côté, deux à la tête destinés à percer les yeux. La victime enfermée dans cette machine subissait le supplice du « baiser de la vierge » (Jungfernkuss) »

L'original a été détruit dans les bombardements alliés de Nuremberg de 1944 et début 1945. Une copie en avait été achetée en 1890 par J. Ichenhauser de Londres pour le comte de Shrewsbury avec d'autres instruments de torture. Elle a été présentée à l'exposition universelle de 1893 de Chicago avant d'entreprendre une tournée en Amérique. Cet exemplaire a été vendu aux enchères au début des années 1960 et est maintenant exposé au Musée de la criminalité au Moyen Âge de Rothenburg ob der Tauber en Allemagne.

### LaMater dolorosade Madrid

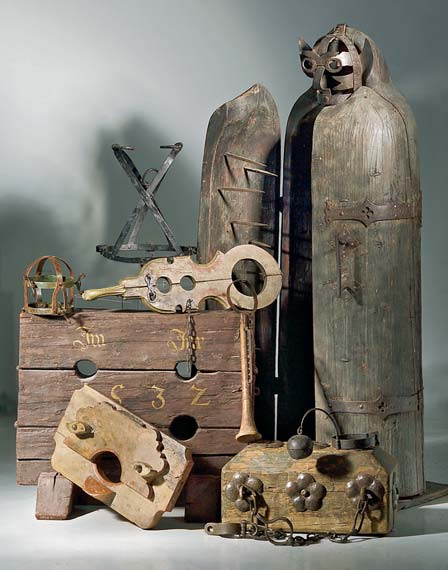
Une vierge de fer à la droite de divers instruments de torture

Un Français, ancien surveillant du palais de l'Inquisition de Madrid sous le règne de Joseph Bonaparte, (de 1808 à 1813), a raconté avec force détails en 1835 à Liège, avoir vu dans ledit palais une machine représentant la Vierge Marie et dénommée Mater dolorosa qui enserrait les accusés dans ses bras garnis de poignards pour obtenir leurs aveux. Ce récit, très marqué par le romantisme morbide de l'époque, est extrêmement suspect « Car aucun narrateur de l'inquisition n'a jamais dit un seul mot de l'emploi d'un instrument semblable, et l'officier français qui prit de force le Palais de l'inquisition de Madrid ne savait rien de cette mystérieuse Vierge décrite par le surveillant. »

### La vierge de fer de Bagdad
Selon deux articles publiés par le magazine américain Time en 2003, on aurait retrouvé au siège de la fédération olympique d'Irak, une vierge de fer qui aurait été utilisée par Oudaï Hussein, le fils aîné du dictateur irakien Saddam Hussein, pour punir les athlètes aux performances insuffisantes,.

## Exemplaires existants
On trouve des modèles de vierges de fer exposés dans les musées suivants, évidemment aucune n'est authentique : « Dans certains musées d'antiquités, on peut voir cette mystérieuse Vierge, mais il semble bien que cet instrument n'ait été construit que pour les besoins de la cause et, qu'en réalité, il n'a jamais servi ». Il en est d'ailleurs de même pour la quasi-totalité des instruments présentée dans ces musées, comme l'a établi Wolfgang Schild, professeur d'histoire du droit pénal à l'université de Bielefeld.
- Musée de l'Inquisition de Carcassonne - France
- Musée de la torture de Tolède - Espagne
- Musée de la torture de Prague - République tchèque
- Musée de la torture de Zielona Góra - Pologne
- Musée de la torture d'Amsterdam - Pays-Bas
- Musée de la criminalité au Moyen Âge de Rothenburg ob der Tauber - Allemagne
- Musée de criminologie de l'université de Meiji à Ochanomizu - Japon
- Château des comtes de Flandre à Gand - Belgique
- Château de Kyburg à Kybourg - Suisse

Représentations du XIXe siècle
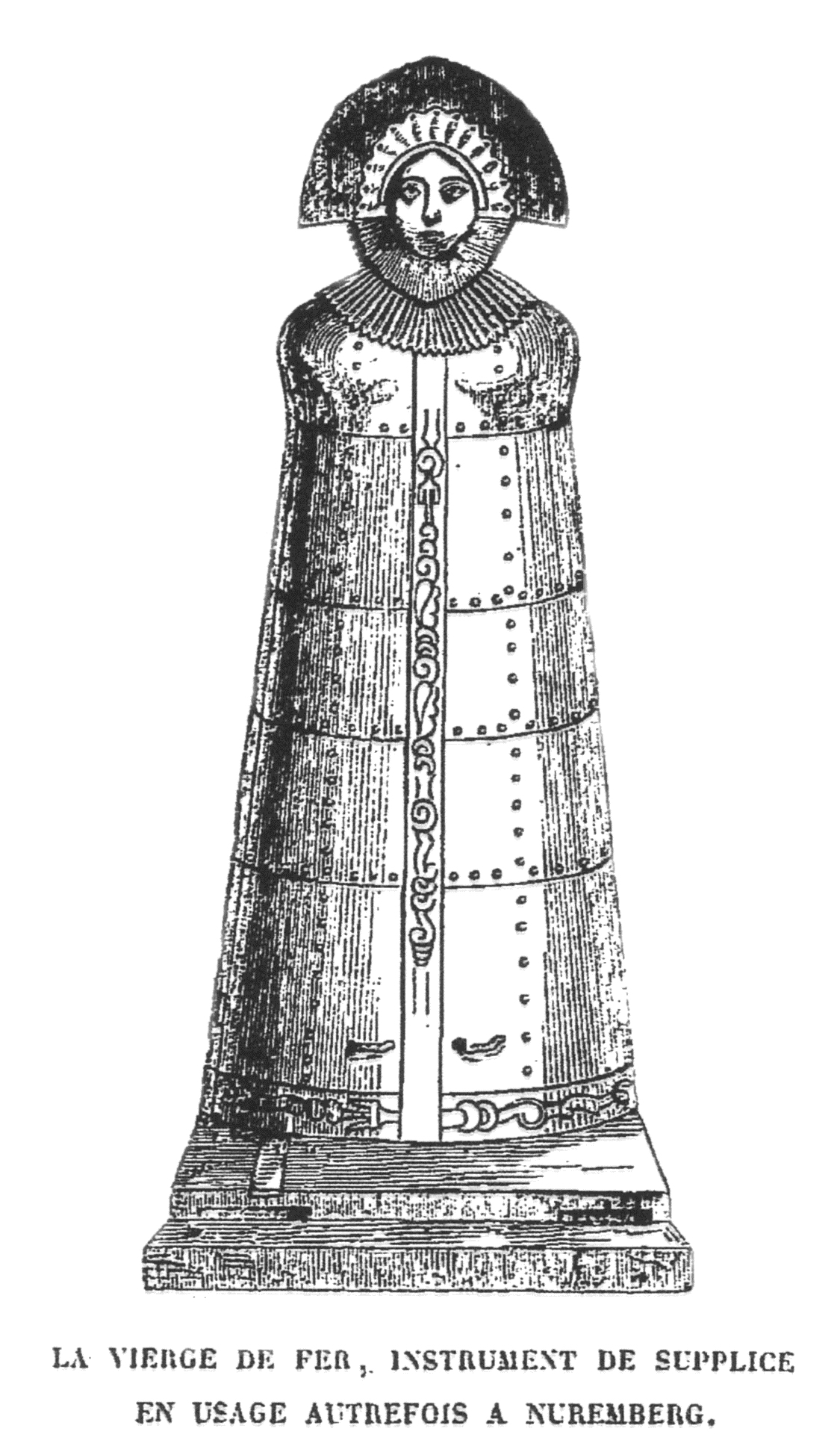
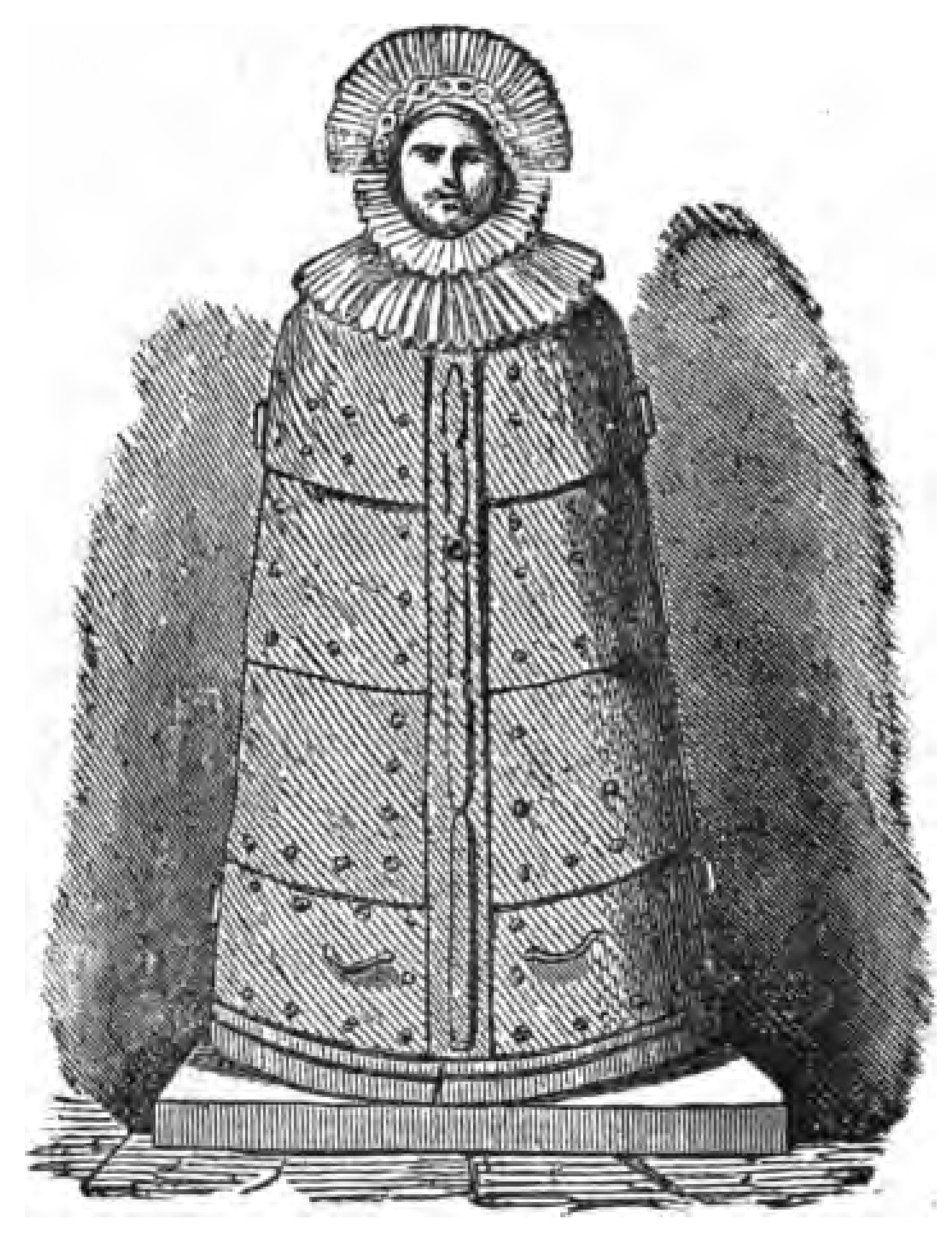
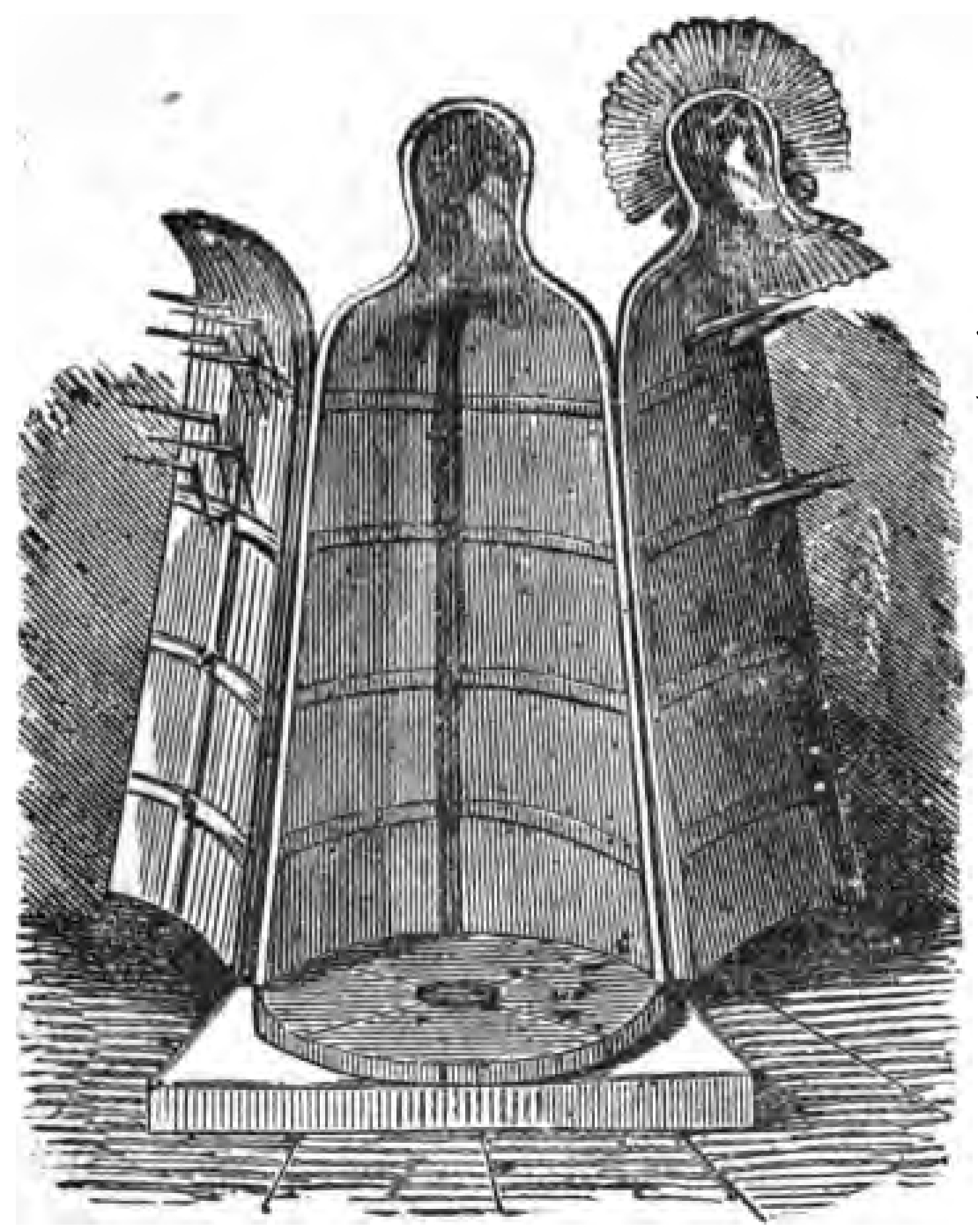
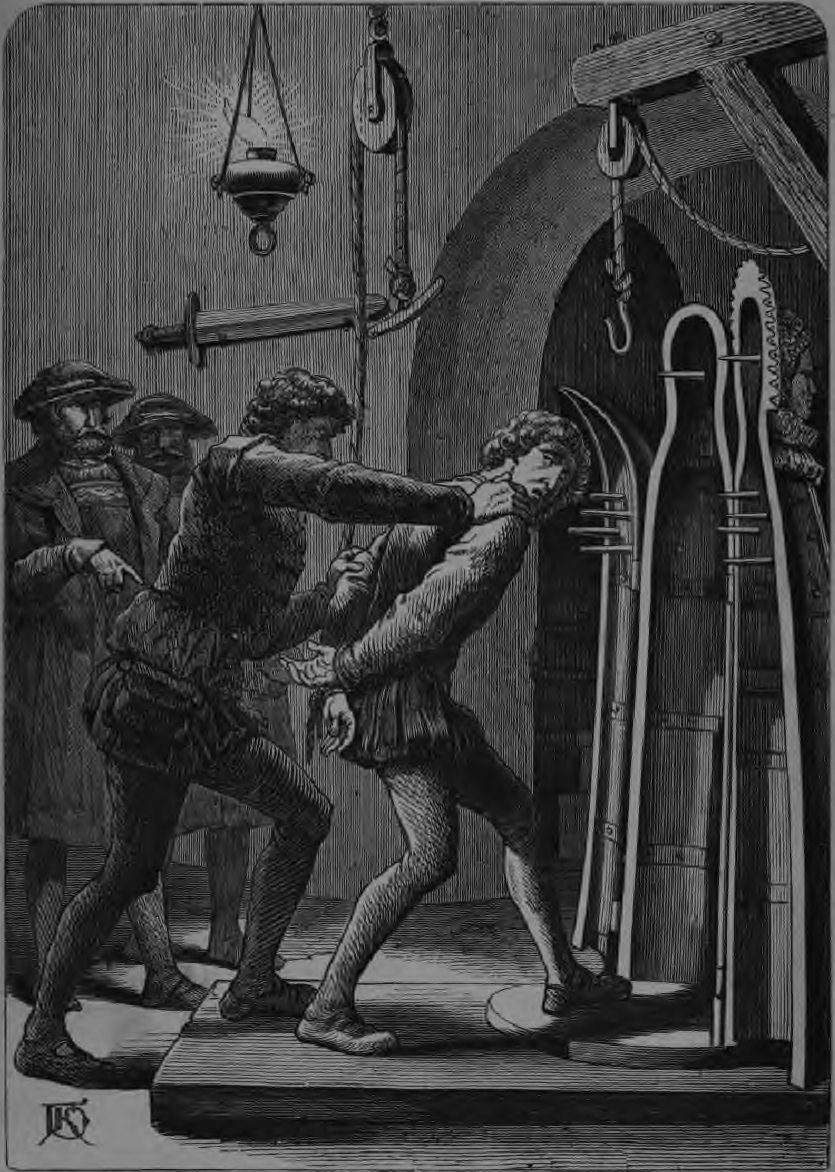
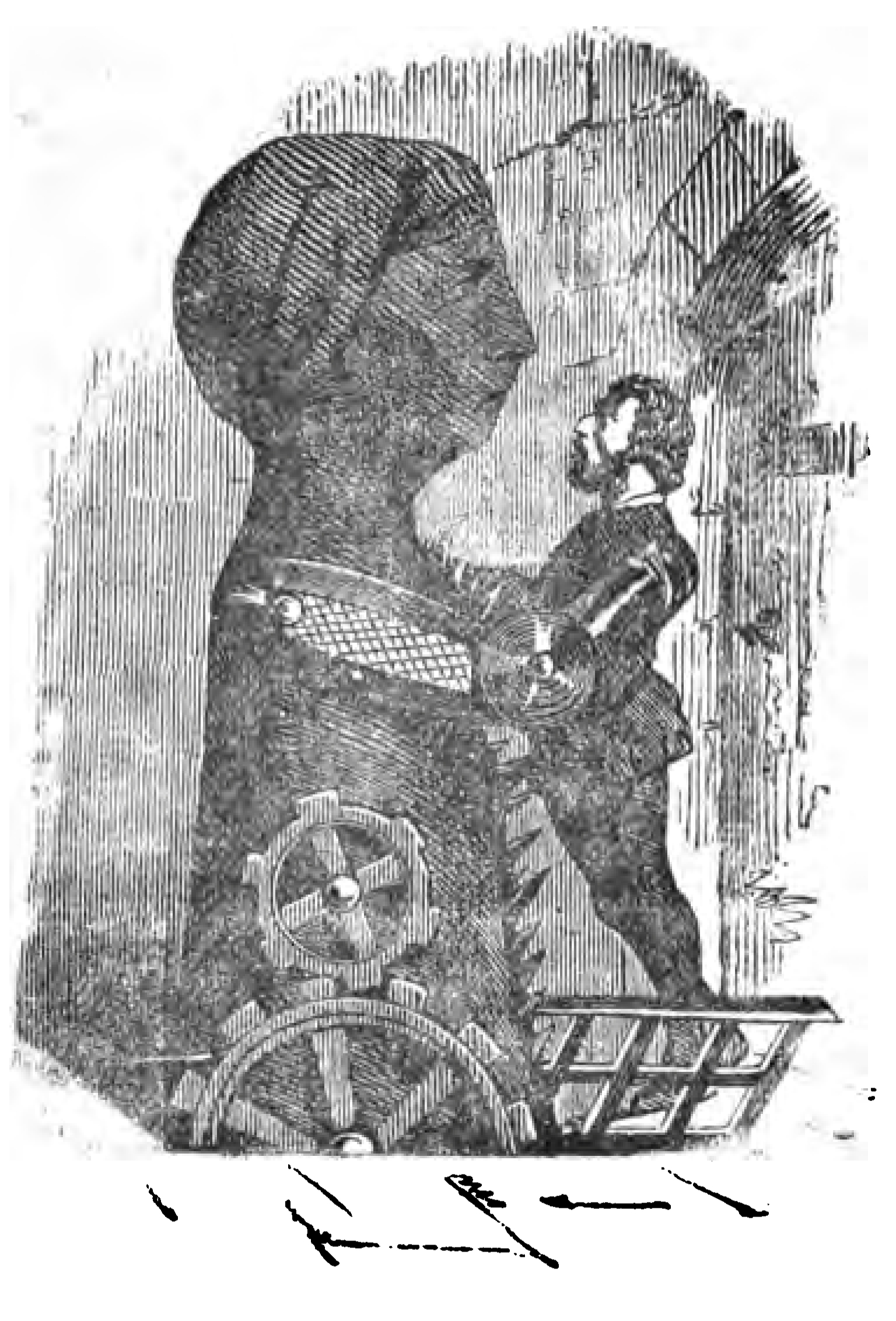
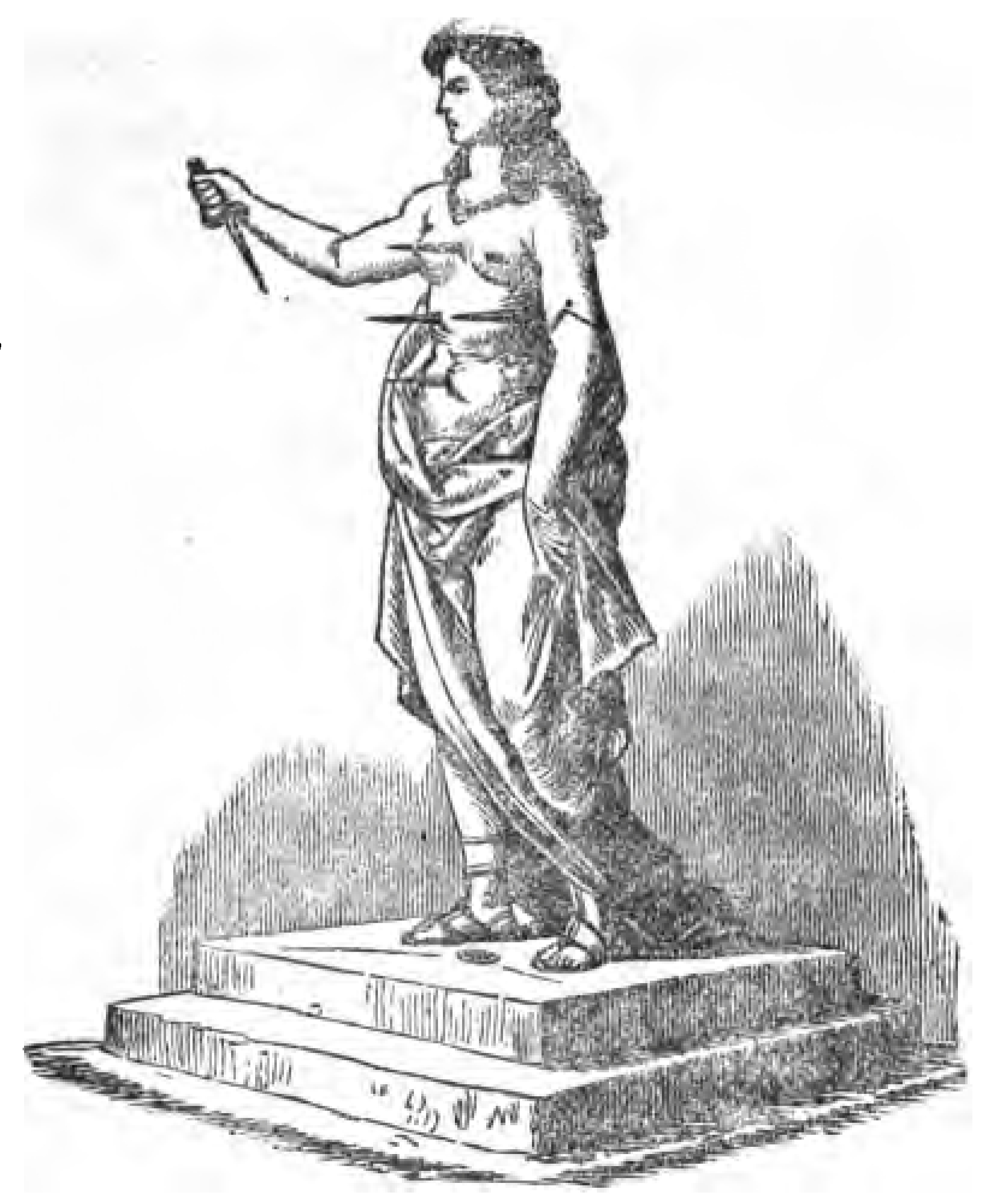
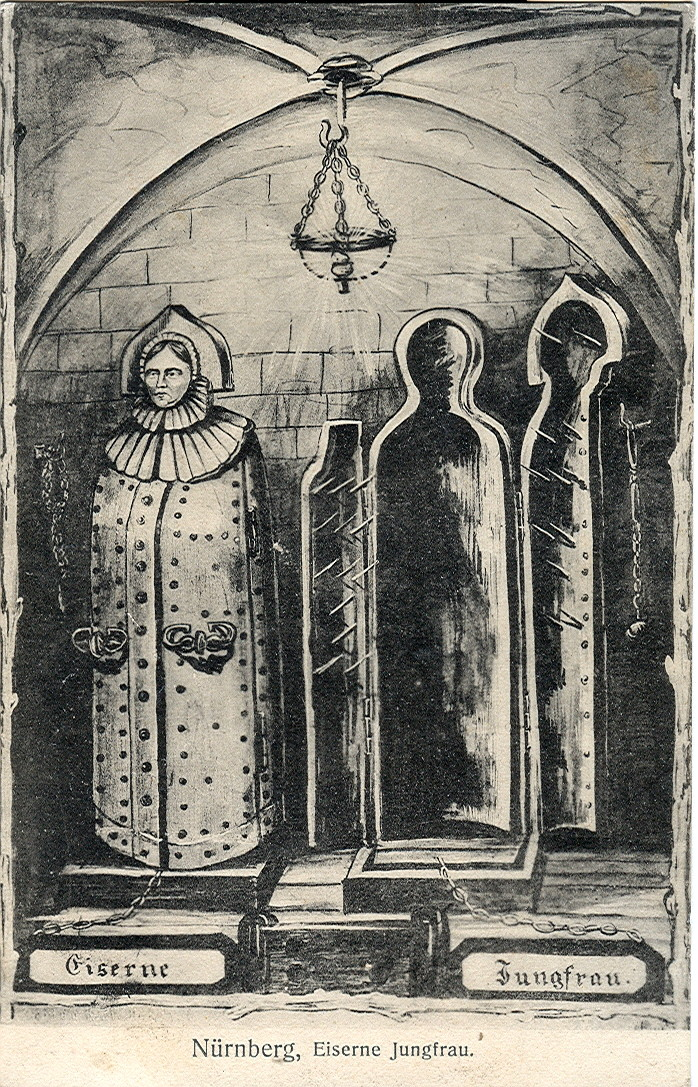

## Dans la culture populaire
L’aspect et le principe de la vierge de fer sont assez impressionnants pour avoir inspiré divers films et le nom d’un groupe de musique.

### Musique
Le groupe de heavy metal britannique Iron Maiden, actif depuis 1975, porte le nom de la vierge de fer en anglais.

### Cinéma et télévision
- La Vierge de Nuremberg (1963)
- Batman (1989): Bruce Wayne entre dans la Batcave via une vierge de fer.
- Sleepy Hollow (1999): la mère du protagoniste est montrée torturée dans une vierge de fer lors de flashbacks.
- Kaamelott (2005-2009): Dans la saison 2, une vierge de fer est visible en arrière-plan dans le décor de la salle de l’arme dans « les classes de Bohort », et dans l’épisode « L’Absolution », Venec explique le principe de la vierge de fer au roi Arthur en ajoutant que c’est « pour les femmes qui trompent leur mari »[19].
- Moi, moche et méchant (2010): dans une scène, Edith s’enferme accidentellement dans un vierge de fer dans la maison de Gru. Une flaque de ce qui semble être du sang en sort. Gru présume qu’elle est morte avant de l’entendre appeler à l’aide, d’ouvrir la vierge et de découvrir qu'elle va bien et que le « sang » était son jus de fruit.